# Alyssum diffusum
Alyssum diffusum är en korsblommig växtart som beskrevs av Michele Tenore. Alyssum diffusum ingår i släktet stenörter, och familjen korsblommiga växter. Inga underarter finns listade i Catalogue of Life.